# Bandeira bissexual
A bandeira do orgulho bissexual foi criada por Michael Page em 1998 para dar à comunidade bissexual o seu próprio símbolo comparável com a bandeira arco-íris da comunidade LGBT+ num todo. O seu objetivo era aumentar a visibilidade das pessoas bissexuais, tanto entre a sociedade no conjunto como dentro da comunidade LGBT+.

## Desenho e cores
A faixa magenta (cor de rosa) no topo da bandeira representa a atração sexual e/ou romântica ao mesmo gênero; a faixa azul real no fundo da bandeira representa a atração sexual e/ou romântica ao gênero oposto; as faixas ficam sobrepostas no centro em quinto lugar da bandeira para formar uma sombra profunda da lavanda (purpúra), que representa a atração sexual ou/e romântica a mais de um gênero. A proporção de aspecto da bandeira não é fixada mas 3:2 e 5:3 muitas vezes são usados, em comum com a maior parte de outras bandeiras. As cores se baseiam nos bi-ângulos, derivados dos triângulos do Holocausto.
- Pantone Color #226--Magenta (Hex: #D70270) (RGB: 215, 2, 112)
- Pantone Color #258--Deep Lavender (Hex: #734F96) (RGB: 115, 79, 150)
- Pantone Color #286--Royal (Hex: #0038A8) (RGB: 0, 56, 168)